# Onderzoeks- en informatiecentrum van de verbruikersorganisaties
Het Onderzoeks- en Informatiecentrum van de Verbruikersorganisaties (OIVO) was een Belgische stichting van openbaar nut.

Opgericht in 1975, had de stichting als doel de consumenten te informeren en te vertegenwoordigen in commissies en werkgroepen op het gemeenschaps-, gewestelijke, federale en Europese niveau. Test-Aankoop verzette zich aanvankelijk tegen de oprichting van deze stichting en bekwam dat zij uitsluitend zou functioneren als studiecentrum dat opdrachten zou uitvoeren ten gunste van de bestaande consumentenorganisaties. Toch bleef de concurrentie tussen beide instellingen ter bescherming van de consument sluimeren, mede omdat OIVO steeds trachtte haar domein uit te breiden. In 2003 escaleerde het conflict in die mate dat dit leidde tot het vertrek van Test-Aankoop uit OIVO.
De strijd tussen beide organisaties vertaalde zich ook politiek: OIVO stond sterker in Wallonië en had goede banden met de PS wat ook voor gevolg had dat werknemers van OIVO vaak op PS-kabinetten bevoegd voor consumentenbescherming terecht kwamen. Test-Aankoop, dat klassiek sterker staat in Vlaanderen, onderhield goede banden met kabinetten van vooral sp.a en in mindere mate CD&V signatuur, tevens via gedetacheerde medewerkers.
Nadat kritiek ontstond over de weinig wetenschappelijke manier waarop OIVO onderzoeken voerde en de interne sfeer, besliste Johan Vandelanotte de instelling aan banden te leggen. De directeur (Marc Vandercammen) werd ontslagen en de beheersovereenkomst -met een garantie op subsidies- werd verbroken met het oog op een nieuw samenwerkingskader. De regering Michel ging nog een stapje verder en schrapte vanaf 2015 de jaarlijkse dotatie van 1,2 miljoen euro.
In maart 2015 werd OIVO vervolgens failliet verklaard. 22 werknemers werden collectief ontslagen.
In juni 2015 werd het verdwenen OIVO vervangen door BV-OECO, wat staat voor Belgische Vereniging voor Onderzoek en Expertise voor de Consumenten Organisaties. Deze vereniging is opgericht door twaalf organisaties die actief zijn op vlak van consumentenbescherming, zijnde vakbonden, mutualiteiten, de gezinsbond, BAPN, beweging.net, MOC, VSZ, en Test-Aankoop. BV-OECO zal een rol opnemen in internationale, federale en gewestelijke adviesorganen.

## Activiteiten
Het OIVO voerde wetenschappelijke studies en analyses uit op vraag van de verschillende commissies en werkgroepen, de verbruikersorganisaties en de Federale Overheidsdienst Werk, Economie en Consumenten. De behandelde onderwerpen omvatten onder andere de perceptie en de gedragspatronen van consumenten bij aankoop of gebruik van goederen of diensten, maar ook de koopkracht, reclame en duurzame consumptie.
Het OIVO beschikte over een documentatiecentrum, gespecialiseerd in consumptieaangelegenheden, dat ook toegankelijk is voor derden.